# Huși
Huși là một đô thị thuộc hạt Vaslui, România. Dân số thời điểm năm 2002 là 29582 người.